# Lista över världsminnen
Detta är en lista över världsminnen.

## Albanien
- 2005 - Codex Purpureus Beratinus

## Argentina
- 1997 - Dokument från Vicekonungadömet Rio de Plata, Nationalarkivet i Buenos Aires

## Armenien
- 1997 - De gamla manuskripten i Mashtots Matenadaran, Mashtots institut för gamla handskrifter i Jerevan i Armenien

## Australien
- 2001 - Endeavours loggbok av James Cook, National Library of Australia, Canberra
- 2001 - Eddie Mabo-papperna, National Library of Australia, Canberra

## Azerbajdzjan
- 2005 - Medeltida medicinska och farmaceutiska manuskript

## Barbados
- 2003 - Dokumentarvet om alla förslavade människor i Karibien

## Belgien
- 2001 - Affärsrörelsearkivet om förlaget "Officina Plantiniana", Museum Plantin-Moretus, Antwerpen
- 2005 - Bibliotheca Corvinianasamlingen (Frankrike, Tyskland, Italien och Österrike)

## Benin
- 1997 - Koloniala arkiv på Nationalarkivet i Porto Novo

## Brasilien
- 2003 - Kejsarens samling: utländska och brasilianska fotografier från 1800-talet.

## Chile
- 2003 - Mänskliga rättigheters arkiv
- 2003 - Jesuiter i Amerika

## Danmark
- 1997 - Arkiv över danska handelsföretag, Danska nationalarkivet, Köpenhamn
- 1997 - Linnésamlingen på Danska nationalbiblioteket för vetenskap och medicin, Köpenhamn
- 1997 - Hans Christian Andersens manuskript och korrespondenser, Manuskriptavdelningen på Kungliga biblioteket i Köpenhamn.
- 1997 - Søren Kierkegaards arkiv, Manuskriptavdelningen på Kungliga biblioteket i Köpenhamn

## Egypten
- 1997 - Minne över Suezkanalen, Kulturbyrån på Egyptiska Ambassaden i Paris
- 2005 - Sultaner och Prinsars bedrifter

## Etiopien
- 1997 - Skatter i National Archive & Library Agency (NALE, även kallat ENALA)

## Filippinerna
- 1999 - Filippinska paleografer, d.v.s. gamla skriftsystem (Hanunoo, Buid, Tagbanua och Pala'wan)
- 2003 - Radiosändningar under Folkkraftrevolutionen

## Finland
- 1997 - Adolf Erik Nordenskiölds samling, Universitetsbiblioteket i Helsingfors

## Frankrike
- 2003 - Deklarationen för människors och medborgares rättigheter (1789-1791)
- 2005 - De Gaulles upprop den 18 juni 1940
- 2005 - Lumières filmer
- 2005 - Introduktionen av metersystemet, 1790-1837
- 2005 - Bibliotheca Corvinianasamlingen (Belgien, Tyskland, Italien och Österrike)

## Indien
- 1997 - I.A.S. Tamilska medicinska manuskriptsamlingen, Institutet för Asiatiska studier, Tamil Nadu
- 2003 - Holländska Ostindiska Kompaniets arkiv (även Indonesien, Nederländerna, Sri Lanka och Sydafrika)
- 2005 - Saivamanuskripten i Pondicherry

## Indonesien
- 2003 - Holländska Ostindiska Kompaniets arkiv (även Indien, Nederländerna, Sri Lanka och Sydafrika)

## Italien
- 2005 - Bibliotheca Corvinianasamlingen (även Belgien, Frankrike, Tyskland och Österrike)

## Kazakstan
- 2003 - Samlingen med manuskript av Khoja Ahmed Yasawi
- 2005 - Audiovisuella dokument från Internationella antinukleära rörelsen "Nevada-Semipalatinsk"

## Kina
- 1997 - Ljudarkivet för traditionell musik, Musikforskningsinstitutet på Kinesiska konstakademin, Beijing.
- 1999 - Qings Stora sekreteriats dokument, första historiska arkivet i Kina, Palatsmuseet i Beijing.
- 2003 - Uråldriga litterära manuskript av Naxi Dongba
- 2005 - Guldlistorna från Qingdynastins kejserliga examineringar

## Libanon
- 2005 - Minnessten efter Nahr el-Kalb, Mount Lebanon
- 2005 - Feniciska alfabetet

## Lettland
- 2001 - "Dainu skapis" (En samling med folksånger), Lettiska folkmusikens arkiv, Riga

## Luxemburg
- 2003 - "The Family of Man" (internationell fotoutställning och bok, 1955)

## Malaysia
- 2001 - Korrespondens med den senaste (siste?) sultanen i Kedah (1882-1943), Malaysias nationalarkiv, Alor Setar
- 2001 - "Hikayat Hang Tuah" (en legendbok), Malaysias nationalbibliotek, Kuala Lumpur
- 2001 - "Sejarah Melayu" (Malayannalerna), Språk- och litteraturinstitutet (Dewan Bahasa dan Pustaka, förkortat DBP), Kuala Lumpur

## Mauritius
- 1997 - Dokumentation över franska ockupationen av Mauritius

## Namibia
- 2005 -  Hendrik Witboois brevsamling

## Nederländerna
- 2003 - Biblioteket Ets Haim - Livraria Montezinos, det äldsta fungerande judiska biblioteket (Mr. Visserplein 3, Amsterdam)
- 2003 - Holländska Ostindiska Kompaniets arkiv
- 2009 - Anne Franks dagbok

## Norge
- 2001 - Bergens lepraarkiv, Bergens kommunarkiv och fylkesarkivet i Bergen
- 2001 - Henrik Ibsens "Et dukkehjem" (Ett Dockhem), Norges nationalbibliotek, Oslo
- 2005 - Roald Amundsens sydpolsferd (1912)

## Nya Zeeland
- 1997 - Waitangiavtalet
- 1997 - Namninsamlingen 1893 för kvinnlig rösträtt

## Pakistan
- 1999 - Muhammad Ali Jinnahs dokument

## Polen
- 1999 - Nikolaus Kopernikus mästerverk "De revolutionibus libri sex"
- 1999 - Warszawas gettoarkiv (Emanuel Ringelblum-arkiv)
- 1999 - Frederik Chopins mästerverk
- 2003 - Allmänna konfederationen av Warszawa
- 2003 - Tjugoen krav, Gdañsk, augusti 1980. Födelsen av Solidaritet

## Portugal
- 2005 - Brev från Pêro Vaz de Caminha

## Ryssland
- 1997 - Khitrovos evangeliebok
- 1997 - Slaviska publikationer i kyrilliska skrifter från 1400-talet.
- 1997 - Kartor över det ryska imperiet från 1700-talet i Ryska statsbiblioteket i Moskva
- 2001 - Historiska samlingar (1889-1955) i Sankt Petersburgs Fonogramarkiv

## Saudiarabien
- 2003 - Tidigaste islamistiska (kufiska) inskriptionerna

## Serbien
- 2003 - Nikola Teslas arkiv
- 2005 - Miroslav Gospel - manuskript från 1180

## Slovakien
- 1997 -
- 1997 - Safvet beg Basagics (bosnisk författare) samling av gamla islamska manuskript och böcker

## Sri Lanka
- 2003 - Holländska Ostindiska Kompaniets arkiv (även Indien, Indonesien, Nederländerna och Sydafrika)

## Storbritannien
- 2005 - Slaget om Somme[förklaring behövs]
- 2011 – Sirkka-Liisa Konttinens fotografier och dokumentärkollektivet Ambers filmer från Byker i Newcastle on Tyne 1969–2009

## Sverige
- 2005 – Astrid Lindgrens arkiv i Kungliga Biblioteket, Stockholm
- 2005 – Emanuel Swedenborgs samling
- 2007 – Ingmar Bergmans arkiv på Svenska Filminstitutet
- 2007 – Alfred Nobels familjearkiv vid Riksarkivet och Landsarkivet i Lund
- 2011 – Stockholms stads byggnadsritningar vid Stockholms stadsarkiv
- 2011 – Silverbibeln vid Carolina Rediviva i Uppsala
- 2017 – Dag Hammarskjölds samling i Kungliga Biblioteket
- 2023 – Tryckfrihetsförordningen, handlingar från 1766 i Riksarkivet och trycket från 1766 i Kungliga biblioteket

## Sydkorea
- 1997 - Hunmin Chongums manuskript, Kansongs konstmuseum, Seoul
- 1997 - Chosondynastins annaler, Chongjoksan Sagobon, Seoul
- 2001 - Seungjeongwon Ilgi, kungliga sekretariatets diarier, Gyujanggakbiblioteket och Seouls nationaluniversitet, Seoul
- 2001 - "Buljo jikji simche yojeol", den andra volymen av "Antologin av stora buddhistiska prästers zenlärande", Bibliothèque nationale de France, Paris

## Sydafrika
- 1997 - Bleeksamlingen
- 2003 - Holländska Ostindiska Kompaniets arkiv (även Indien, Indonesien, Nederländerna och Sri Lanka)

## Tadzjikistan
- 2003 - Manuskripten till Ubayd Zakanis "Kulliyat" och Hafiz Shirazis "Ghazaliyat"

## Tanzania
- 1997 - Tyska dokument i Nationalarkivet
- 2003 - Samling med arabiska manuskript och böcker

## Turkiet
- 2001 - Hettitiska CUNEIFORM TABLETS från Bogazköy
- 2001 - Kandilliobservatoriet och jordbävningsforskningsinstitutets manuskript
- 2003 - Ibn Sinas arbeten i Süleymans manuskriptbibliotek

## Tyskland
- 1999 - Tidiga cylinderinspelningar av världens musiktraditioner (1893-1952), Fonogramarkivet på Etnologiska Museet i Berlin.
- 2001 - Ludwig van Beethovens "Symfoni nr 9 i d-moll" (op.125), Statsbiblioteket i Berlin
- 2001 - Goethes litterära livsverk, Goethe- och Schillerarkiven, Weimar
- 2001 - 42-radiga Gutenbergs Bibel, Niedersachsens Stats- och Universitetsbiblioteket i Göttingen
- 2001 - Metropolis, Friedrich Wilhelm Murnaus stiftelse, Wiesbaden
- 2003 - Enastående manuskript från ottonska perioden producerade i Reichenauklostret
- 2005 - Barn- och hushållssagor
- 2005 - Universalis cosmographia secundum Ptholomaei traditionem et Americi Verspucii aliorumque Lustrationes (även USA)
- 2005 - Bibliotheca Corvinianasamlingen (även Belgien, Frankrike, Ungern, Italien och Österrike)
- 2007 - Brever av och till Leibniz
- 2009 - Nibelungenlied
- 2013 - Kommunistiska manifestet och Kapitalet

## Ukraina
- 2005 - Samlingen med judisk folkloremusik i Nationalbiblioteket

## Ungern
- 2001 - Kalman Tihanyis patent på Radioskopet år 1926, Ungerns nationalarkiv i Budapest
- 2005 - Bibliotheca Corvinianasamlingen (även Belgien, Frankrike, Tyskland, Italien och Österrike)

## USA
- 2005 - Universalis cosmographia secundum Ptholemaei traditionem et Americi Vespucii aliorumque Lustrationes (även Tyskland)
- Family of Man

## Uzbekistan
- 1997 - Heliga koranen "Mushaf av Othman"
- 1997 - Al-Biruniinstitutet för orientaliska studiers samling

## Österrike
- 1997 - Vienna Dioscurides, Österrikes nationalbibliotek, Vienna
- 1997 - Slutgiltiga dokumenten från Wienkongressen, Österrikiska statsarkivet, Wien
- 1999 - Historiska samlingar (1899-1950), Fonogramarkivet på Österrikiska vetenskapsakademin

(Liebiggasse 5), Wien.
- 2001 - Ärkehertig Rainers papyrussamling, Österrikes nationalbibliotek, Wien
- 2001 - Schubertsamlingen i Wiens stadsbibliotek, Vienna
- 2003 - Atlasen "Blaeu-Van der Hem" i Österrikiska nationalbiblioteket, Wien
- 2005 - Johannes Brahms samling
- 2005 - Gotiska arkitekturritningar, Wiens konstakademi
- 2005 - Bibliotheca Corviniana-samlingen (Belgien, Frankrike, Tyskland och Italien)